# Rest Proof Clockwork

Rest Proof Clockwork est le troisième album du groupe britannique Plaid, sorti chez Warp Records le 21 juin 1999.

## Liste des morceaux
| No  | Titre                 | Durée |
| --- | --------------------- | ----- |
| 1.  | Shackbu               | 5:26  |
| 2.  | Ralome                | 4:29  |
| 3.  | Little People         | 4:06  |
| 4.  | 3 Recurring           | 0:47  |
| 5.  | Buddy                 | 6:35  |
| 6.  | Dead Sea              | 4:20  |
| 7.  | Gel Lab               | 4:14  |
| 8.  | Tearisci              | 0:56  |
| 9.  | Dang Spot             | 3:57  |
| 10. | Pino Pomo             | 5:08  |
| 11. | Last Remembered Thing | 4:18  |
| 12. | Lambs Eye             | 1:20  |
| 13. | New Bass Hippo        | 5:43  |
| 14. | Churn Maiden          | 1:12  |
| 15. | Air Locked / Face Me  | 12:15 |